# 中村浩陸
中村 浩陸（なかむら ひろむ、1997年11月29日 - ）は、愛知県出身の男子プロバスケットボール選手である。ポジションはポイントガード。B.LEAGUEのアルバルク東京所属。
弟の中村拓人もバスケットボール選手。

## 来歴
中部大学第一高校から大東文化大学に進み、2019年12月に大阪エヴェッサと特別指定選手として契約。
卒業後の2020年、大阪エヴェッサと正式契約。
2022年6月、地元チームであるファイティングイーグルス名古屋に移籍。
2025年6月、アルバルク東京に移籍。

## 経歴
- 中部大第一高 - 大東文化大 - 大阪 - FE名古屋 - A東京